# DAEMON X MACHINA TITANIC SCION
『DAEMON X MACHINA TITANIC SCION』（デモンエクスマキナ タイタニックサイオン）は、マーベラスより2025年9月5日に発売予定のゲームソフト
。対応プラットフォームはNintendo Switch 2・PlayStation 5・Xbox Series X/S・PC（Steam配信）。

## 概要
2019年発売のNintendo Switch用3Dアクションゲーム『DAEMON X MACHINA』の続編。2025年4月2日配信の「Nintendo Direct: Nintendo Switch 2 - 2025.4.2」にて発表された。
スタッフィングはプロデューサーの佃健一郎やメカニックデザインの河森正治らが続投する他、新たにキャラクターデザインとして藤坂公彦が起用されている。

## 登場キャラクター

### 解放旅団
ノヴァ "NOVA"
声 - 武内駿輔（男性） / 甲斐田裕子（女性）
アーセナル - バハムート
本作の主人公。「ノヴァ」はデフォルトネームであり、名前や外見はプレイヤーが変更可能。
レイヴン "RAVEN"
声 - 三上哲
アーセナル - 古き者

イリス "IRIS"
声 - 能登麻美子
アーセナル：ゴーストライト

エンジェル "ANGEL"
アーセナル；カメリア
声 - 沢城みゆき

アッシュ "ASH"
声 - 福西勝也
アーセナル - ライトニング

斬鬼 "ZANKI"
声 - 山路和弘
アーセナル - 十四代

フォージ "FORGE"
声 - 宮内敦士
アーセナル - アンビル

トビー "TOBY"
声 - 野地祐翔
アーセナル - びっくり箱

### ノイン
ヴォイド "VOID"
声 - 東地宏樹
アーセナル - 統制局ノイン専用カスタム「名状しがたきもの」

ギアワーム "GEARWORM"
声 - 咲野俊介
アーセナル - 着用無し

ゲイズ "GAZE"
声 - 塩田朋子
アーセナル - 統制局ノイン専用カスタム「遥かな影」

ヘックス "HEX"
声 - 牛田裕子
アーセナル - 着用無し

レギオン "LEGION"
声 - 佐藤せつじ
アーセナル - 統制局ノイン専用カスタム「魔犬」

バレット "BULLET"
声 - 恒松あゆみ
アーセナル - 統制局ノイン専用カスタム「強大なる者」

刃 "YAIBA"
声 - 濱野大輝
アーセナル - 統制局ノイン専用カスタム「而今」

アラクネ "ARACHNE"
声 - 石田嘉代
アーセナル - 統制局ノイン専用カスタム「暗黒の塔」

ナーヴ "NERVE"
声 - 平野潤也
アーセナル - 統制局ノイン専用カスタム「悪夢」

## 用語・設定
アーセナル
本作のアーセナルは技術革新が進み、前作の搭乗する10mサイズのロボットから人間が直接装着する2.5mサイズのパワードスーツにまでダウンサイジングしている。
Great War

アウター

統制局

ノイン

解放旅団